# Коперник (програма)
 Тази статия е за програмата за наблюдение на Земята.  За полския лекар и астроном, живял през Ренесанса вижте Николай Коперник.  
Коперник (на английски: Copernicus) е програма на Европейския съюз за наблюдение и мониторинг на Земята, която цели да предоставя информация в областта на околната среда и сигурността и да осигурява подкрепа за политиките на Европейския съюз. До 2012 г. програмата носи името Глобална система за сигурност на околната среда (ГМОСС) (на английски: Global Monitoring for Environment and Security (GMES)). Програмата е основана на партньорство между Европейския съюз, Европейската космическа агенция и държавите членки. Тя предоставя информационни услуги на базата на данни получени от сателитни наблюдение на Земята и от наземни станции. Данните и информацията по програмата Коперник се предоставят чрез платформи за разпространение на данни изцяло свободно и безплатно. Програмата е най-голямата платформа в света за напълно безплатно предоставяне на информация и данни за наблюдение на Земята.
Програмата Коперник се изпълнява с помощта на специална група спътници на Европейския съюз, наречени „Sentinel“, които предоставят данни от космоса за Земята. Използват се и допълнителни данни от други спътници и програми извън Коперник, предоставени от Европейската космическа агенция, от Европейската организация за разработване на метеорологични спътници (EUMETSAT), от държавите членки на ЕС, както и от други държави или търговски доставчици. В допълнение, програмата използва и сведения от локални системи за измервания (in situ). Заедно с предоставянето на данните, програмата Коперник предоставя и услуги за наблюдение на атмосферата, морската среда, земната повърхност, промените в климата, управление на извънредни ситуации и сигурността, които трансформират спътниковите и in situ данни в информация с добавена стойност, като ги обработват, анализират и обединяват с други източници.
Общият бюджет за разработка и изпълнение на програмата Коперникус надхвърля 7 млрд. евро. От започването на програмата през 1998 до 2013 г. размерът на общото финансиране от страна на ЕС и ЕКА е над 3,2 млрд. евро. За периода от началото на 2014 г. до 31 декември 2020, финансовият пакет за изпълнение на дейностите по програмате е в размер на 4,29 млрд. евро. Допълнително, през юни 2018 г. Европейската Комисия предлага бюджет от 5,8 милиарда евро за програмата за периода 2021 — 2027 г.

## История
Началото на програмата Коперник се поставя през май 1998 г. с манифеста в Бавено. По това време е предложена под името Глобална система за сигурност на околната среда (ГМОСС) и основната ѝ цел е да осигури необходимите данни и информация за справяне с нарастващите екологични проблеми в отговор на задълженията поети от ЕС в протокола от Киото. През 2004 г. Европейската комисия подписва споразумение с Европейската космическа агенция и поставя началото на космическия компонент на програмата. Първите услуги започват да се предоставят през 2011 г., а през 2012 г. програмата е преименувана на Коперник в чест на Николай Коперник. Разгръщането на космическия компонент започва с извеждането на първия спътник Sentinel-1A на 3 април 2014 г. До 2018 г. са изведени общо 6 спътника от специалните мисии на програмата.

## Структура
Коперник се състои от три компонента, които са свързани по между си:
- компонент, свързан с предоставянето на услуги, който предоставя информация за наблюдение на атмосферата, морската среда, земната повърхност, промени на климата, както и за управление на извънредни ситуации и сигурност;
- космически компонент, който осигурява данни от космически наблюдения. Този компонент включва специални мисии, осъществявани в рамките на програма и допринасящи мисии извън програмата, които допълват данните, получавани от специалните мисии;
- in situ компонент, който гарантира достъп до наблюдения посредством инсталации, намиращи се на борда на летателни апарати, плавателни съдове и наземни инсталации.[1]

### Космически компонент
Космическият компонент на програмата Коперник осигурява данни от космически наблюдения и се състои от два типа спътникови мисии – специални мисии, които се осъществяват в рамките на програмата и са съставени от спътници, наречени Сентинели (на английски: Sentinel), както и мисии от други космически агенции и оператори, наречени „Допринасящи мисии“. Компонентът се допълва и от наземен сегмент, чрез който данните се предават поточно и се предоставят безплатно за услугите на програмата.

#### Специалните мисии
Специалните мисии се разработват от ЕКА с помощта на Европейската организация за разработване на метеорологични спътници (EUMETSAT) за някои от тях. ЕКА създава и механизъм за интегриране, хармонизиране и координиране на достъпа до всички данни от множеството различни сателитни мисии в тясно сътрудничество с националните космически агенции, EUMETSAT и операторите на допринасящите мисии.
Следните групи от спътници от специалните мисии са в орбита и носят различни инструменти за наблюдение на сушата, океана и атмосферата:
- Sentinel-1 осигурява радарни изображения за всякакви метеорологични условия за земните и океанските услуги
- Sentinel-2 осигурява оптични изображения с висока разделителна способност за земни услуги
- Sentinel-3 осигурява оптични, радарни и алтиметрични данни с висока точност за морските и сухопътните услуги
- Sentinel-5p, предшественикът на Sentinel-5, предоставя данни за наблюдение на атмосферния състав и се явява междинна мисия между Envisat и бъдещата Sentinel-5

Бъдещите мисии Sentinel-4 и Sentinel-5 ще предоставят данни за наблюдение на атмосферния състав от геостационарна орбита и полярна орбита. Те няма да бъдат самостоятелни спътници, а инструменти, носени от следващото поколение метеорологични спътници: Meteosat 3G(MTG) и MetOp. Мисията Sentinel-6 ще предоставя данни от радарната алтиметрия за измерване на глобалната височина на морската повърхност, главно за оперативна океанография и за проучвания на климата.

#### Допринасящи мисии
Допринасящите мисии са мисии на ЕКА, техните държави членки, Eumetsat и други европейски и международни оператори, които доставят част от данните си за Коперник. Съществуват около 30 настоящи или планирани мисии, разделени в пет групи, в зависимост от типа мисия:
- Радар със синтетичен апертура (SAR), който наблюдава ден и нощ земята и океана;
- Оптични сензори за наблюдение на земните дейности и динамиката на океаните;
- Алтиметрични системи за измерване на морското равнище;
- Радиометри за наблюдение на температурата на земята и океана;
- Спектрометри за измерване на качеството на въздуха.

## Галерия
- Изображения, заснети от спътници на програмата Коперник
- Радарно изображение на Финския залив, заснето от спътник Sentinel-1B
- Радарно изображение на Южна Бавария с градовете Мюнхен (дясно) и Аугсбург (ляво), заснето от спътник Sentinel-1A
- Карта на Гренландия, изобразяваща скоростта на движение на ледената покривка. Картата е съставена от множество изображения, заснети от спътник Sentinel-1A между януари и март 2015 г.
- Ледени блокове в езерото Алакол в Казахстан, заснето от спътник Sentinel-2A на 5 април 2016 г.
- Псевдо-цветово изображение на земеделски регион в Абруцо, Италия, заснето от спътник Sentinel-2A на 8 юли 2015 г.
- Псевдо-цветово изображение на Берлин, заснето от спътник Sentinel-2A на 9 юли 2015 г.
- Изображение на Централен окръг, Ботсуана, заснето от спътник Sentinel-2A на 22 март 2016 г.
- Кипър, заснет от спътник Sentinel-2A на 22 декември 2015 г.
- Циклон Деби, заснет от спътник Sentinel-3A на 27 март 2017 г.
- Италия и част от Средиземно море, заснети от спътник Sentinel-3A на 28 септември 2016 г.
- Термална карта на Сицилия, спътник Sentinel-3B на 25 април 2018 г.